# Сан Мигел (Њу Мексико)
Сан Мигел (енгл. San Miguel) насељено је место без административног статуса у америчкој савезној држави Њу Мексико.

## Демографија
По попису из 2010. године број становника је 1.153.
| Група             | 2000.    | 2010.         |
| Белци             | 0 (0,0%) | 114 (9,9%)    |
| Афроамериканци    | 0 (0,0%) | 2 (0,2%)      |
| Азијати           | 0 (0,0%) | 3 (0,3%)      |
| Хиспаноамериканци | 0 (0,0%) | 1.037 (89,9%) |
| Укупно            | 0        | 1.153         |